# Akuapim North
Akuapim North är ett distrikt i Ghana.   Det ligger i regionen Östra regionen, i den sydöstra delen av landet, 50 km norr om huvudstaden Accra.